# Juliusz Łukasiewicz (historyk)
Juliusz Łukasiewicz (ur. 20 czerwca 1923 w Opatowie, zm. 10 kwietnia 2016) – polski historyk dziejów gospodarczych, profesor nauk humanistycznych, w latach 1973–1975 i 1981–1988 dziekan Wydziału Historycznego Uniwersytetu Warszawskiego.

## Życiorys
W młodości był oficerem ludowego Wojska Polskiego, wykładowcą w Centralnej Szkole Oficerów Polityczno-Wychowawczych w Łodzi i w Wyższej Szkole Piechoty w Rembertowie 1945–1952. Absolwent historii na UW (1955). Doktorat (Proces przewrotu technicznego w przemyśle Królestwa Polskiego w latach 1852-1885) obronił tamże 7 czerwca 1960 pod kierunkiem Natalii Gąsiorowskiej, habilitacja – 1967. Profesor nadzwyczajny – 1974, profesor zwyczajny – 1984.
Zatrudniony w Instytucie Historycznym UW od 1955 kolejno jako asystent stażysta, asystent, starszy asystent, adiunkt (Katedra Historii Polski XIX i XX wieku/Katedra Historii Polski Nowożytnej), docent (Zakład Historii Nowożytnej Powszechnej i Polski). Emerytura 1993. Prodziekan Wydziału Historycznego UW 1969–1973, dziekan 1973–1975 i 1981–1987. Prorektor UW ds. filii w Białymstoku 1975–1981. Dyrektor Instytutu Historycznego UW 1987–1993. Zajmował się dziejami XIX wieku.
Należał do Polskiej Zjednoczonej Partii Robotniczej. W latach 60. pełnił funkcję I sekretarza OOP PZPR na Wydziale Historycznym UW

## Uczniowie
Do grona jego uczniów należy między innymi Henryk Maćkowiak.

## Wybrane publikacje
- Przewrót techniczny w przemyśle Królestwa Polskiego (1963)
- Krach na giełdzie. Zarys historii kryzysów ekonomicznych (1967)
- Kryzys agrarny na ziemiach polskich w końcu XIX wieku (1968)
- Początki cywilizacji przemysłowej na ziemiach polskich (1988)